# Alima Mahama

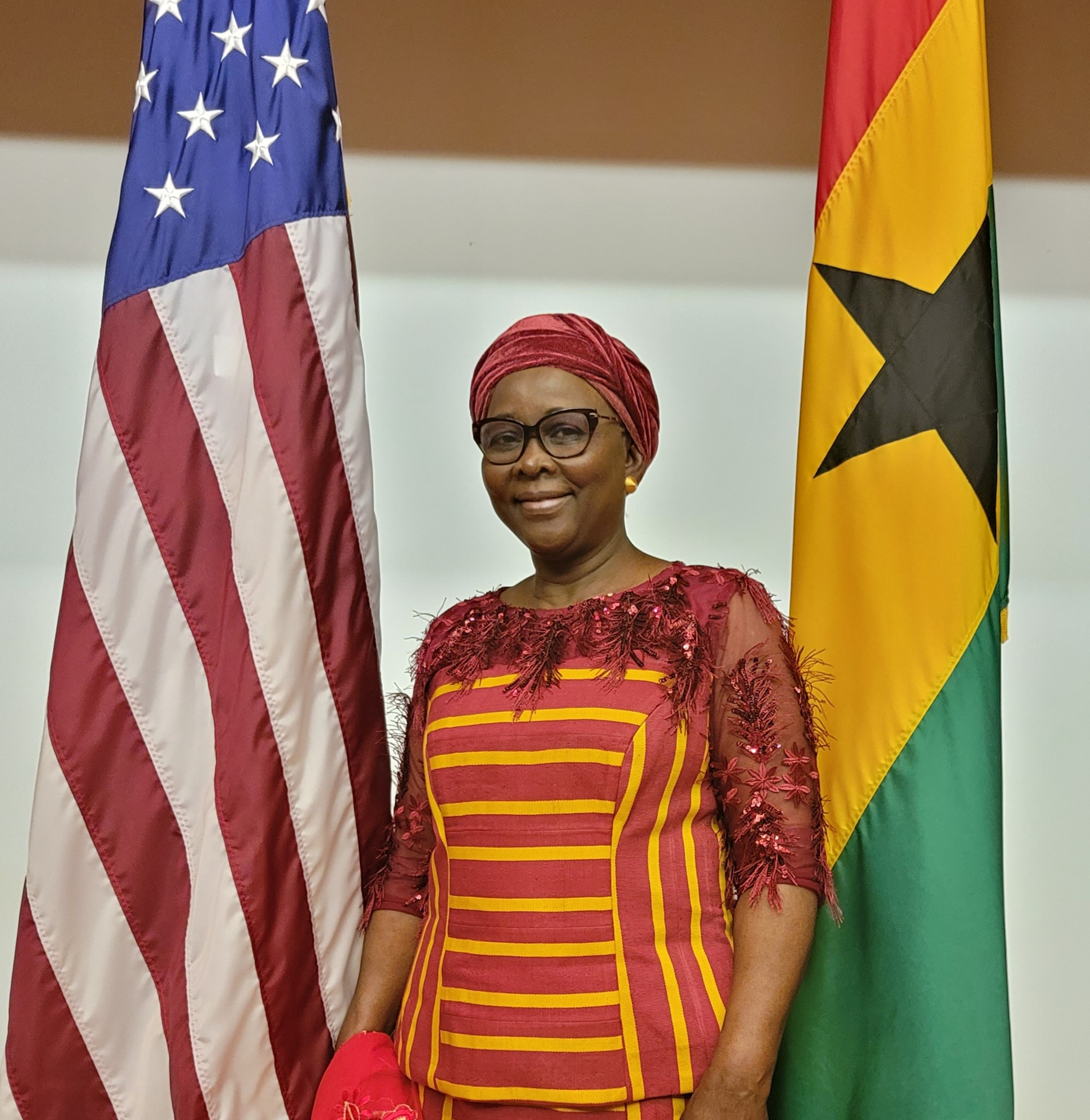
Alima Mahama, 2021

Hajia Alima Mahama (* 17. November 1957 in Walewale, Northern Region) ist eine ghanaische Juristin. Sie war von Januar 2005 bis Januar 2009 Ministerin für die Angelegenheiten von Frauen und Kindern in Ghana unter Präsident John Agyekum Kufuor.

## Ausbildung
Hajia Alima Mahama ging zunächst in Walewale in die Grundschule und später in die Walewale und Nalerugu Local Authority Middle School. Sie besuchte im Anschluss daran die St. Francis Girls Secondary School in Jirapa, in der sie auch im Jahre 1975 das G.C.E. Ordinary Level Certificate erhielt. Nach diesem Abschluss wechselte Mahama nach Cape Coast an die Wesley Girls High School und schloss diese mit dem G.C.E. Advanced Level Certificate im Jahr 1977 erfolgreich ab.
Mahama studierte von 1977 bis 1980 an der Universität von Ghana und schloss diese mit dem Bachelor of Arts (Hons) in Rechtswissenschaft und Soziologie ab. Direkt nach dem Abschluss ging sie in Accra an die Ghana Law School und wurde 1982 Barrister at Law. Von 1985 bis 1986 studierte Mahama Entwicklungsstudien am Institut für Sozialstudien Institute of Social Studies (ISS) in Den Haag in den Niederlanden. Sie schloss das Studium mit dem Master of Arts in Development Studies mit der Spezialisierung Planung der regionalen Entwicklung (Regional Development Planning) ab. Anschließend absolvierte sie von 1987 bis 1991 an der Rutgers University und der University of Ottawa ein Postgraduiertenstudium in Public Policy, Development Planning und Administration. Dort erhielt sie den Abschluss in Women in Development.
Daraufhin  machte sie in Accra/Ghana der öffentlicher Verwaltung den Abschluss (Certificate in Public Administration) GIMPA.
1999–2000 folgte ein Postgraduiertenstudium im Bereich Stadtplanung und Women Studies der Universität von New Jersey.

## Karriere
Hajia Alima Mahama in der Rural Women’s Credit Organisation als Research Co-ordinator im CUSO WID Projekt. Von August 1993 bis April 1996 war sie in Teilzeit als (Training facilitator) im Rat der Christen im Ghana Ecumenical Training and Consultancy Centre tätig.
Von 1996 bis 2000 war sie Vorsitzende der NGO Maalizali, die sich insbesondere mit der Beratung von lokalen Regierungseinrichtungen sowie Gender Analysis Planning und Training beschäftigt. Zwischen Mai 1987 und April 2001 war Mahama Senior Planner and Gender Development Co-ordinator im Northern Regional rural Integrated Program.
Zwischen Mai 2001 und April 2003 war Hajia Alimah Mahamah stellvertretende Ministerin für ländliche Entwicklung und lokale Verwaltung. Zwischen Mai 2003 und dem 6. Januar 2005 war sie stellvertretende Ministerin für Handel, Industrie und besondere Initiativen des Präsidenten (jetzt Ministerium für Handel und Industrie).
Von Januar 2005 bis Januar 2009 war sie Amtsnachfolgerin von Gladys Asmah im Ministerium für Angelegenheiten von Frauen und Kindern. Sie hielt ab 2017 für den Wahlkreis Nalerigu in der Northern Region den Sitz im Parlament für die New Patriotic Party (NPP) inne.